# Otto Kretschmer (Marineoffizier)

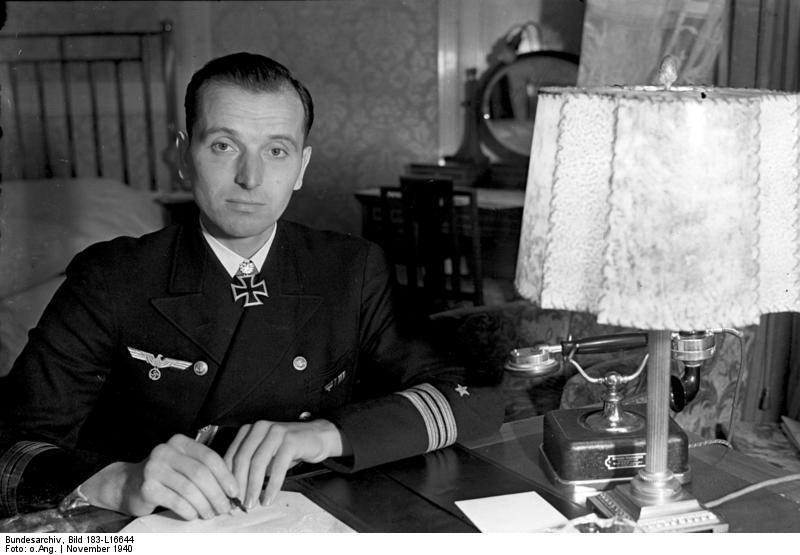
Otto Kretschmer nach der Verleihung des Eichenlaubes zum Ritterkreuz (November 1940)

August Wilhelm Otto Kretschmer (* 1. Mai 1912 in Heidau, Provinz Schlesien; † 5. August 1998 in Straubing) war ein deutscher Marineoffizier. Er war der erfolgreichste U-Boot-Kommandant im Zweiten Weltkrieg. Zuletzt war er Flottillenadmiral der Bundesmarine.

## Leben

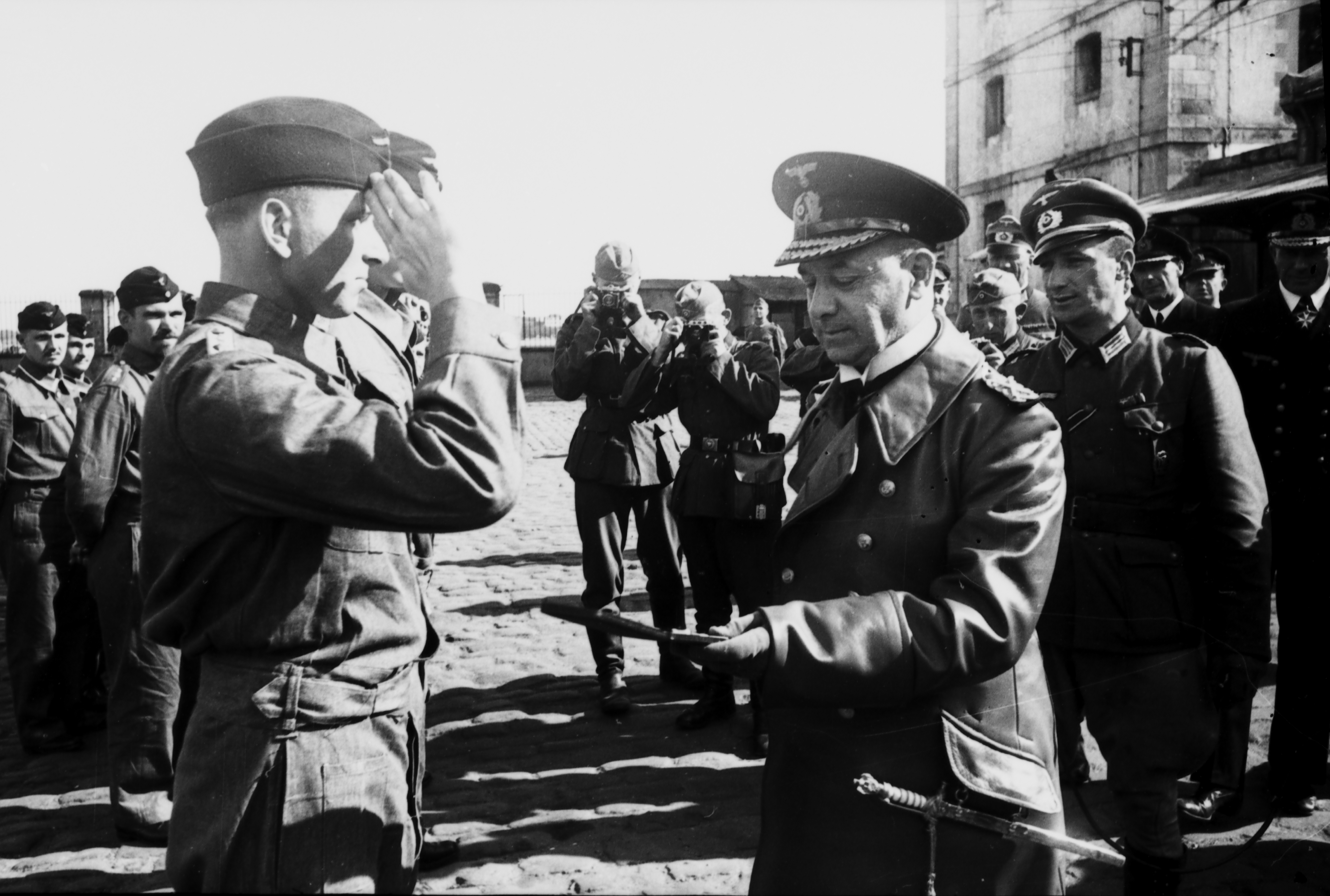
Großadmiral Erich Raeder bei der Verleihung des Ritterkreuzes an Kapitänleutnant Otto Kretschmer, August 1940

Beförderungen
- 1. April 1930 Offizieranwärter
- 9. Oktober 1930 Seekadett
- 1. Januar 1932 Fähnrich zur See
- 1. April 1934 Oberfähnrich zur See
- 1. Oktober 1934 Leutnant zur See
- 1. Juni 1936 Oberleutnant zur See
- 1. Juni 1939 Kapitänleutnant
- 1. März 1941 Korvettenkapitän
- 1. September 1944 Fregattenkapitän
- 12. Dezember 1958 Kapitän zur See
- 15. Dezember 1965 Flottillenadmiral

Kretschmer, Sohn eines Hauptlehrers, verbrachte während seiner Jugendzeit acht Monate in England am University College of the South West of England, wo er Chemie, Mathematik, und Literatur studierte, und die englische Sprache lernte. Am 1. April 1930 trat er als Seekadett in die Reichsmarine ein und durchlief eine Offiziersausbildung auf dem Segelschulschiff Niobe. Danach diente er auf dem Leichten Kreuzer Emden, dem Forschungsschiff Meteor und dem Leichten Kreuzer Köln. Im Januar 1936 wurde er zur U-Boot-Flotte versetzt, wo er in den Rang eines Oberleutnants zur See aufstieg. Im August 1937 erhielt er das Kommando über U 35, das zur Zeit des Spanischen Bürgerkrieges vor der spanischen Küste patrouillierte. Am 1. Oktober 1937 wurde er als Oberleutnant zur See Kommandant von U 23.

Mit U 23 begann für Kretschmer der Krieg. Bis Februar 1940 konnte er auf acht Einsätzen insgesamt sieben Schiffe mit 26.249 BRT sowie den britischen Zerstörer Daring (1375 ts) versenken. Am 18. April übernahm Kretschmer das VII B-Boot U 99. Mit diesem Boot versenkte er auf weiteren acht Feindfahrten 38 Schiffe mit 244.658 BRT, darunter drei bewaffnete Hilfskreuzer. Ein weiteres Schiff wurde ihm als Prise zuerkannt. Am 4. August 1940 bekam er das Ritterkreuz des Eisernen Kreuzes und am 4. November als zweiter U-Boot-Kommandant (nach Günther Prien) das Eichenlaub zum Ritterkreuz (6. Verleihung). Am 26. Dezember 1941 erhielt Otto Kretschmer als erster U-Boot-Kommandant die Schwerter zum Ritterkreuz (5. Verleihung).

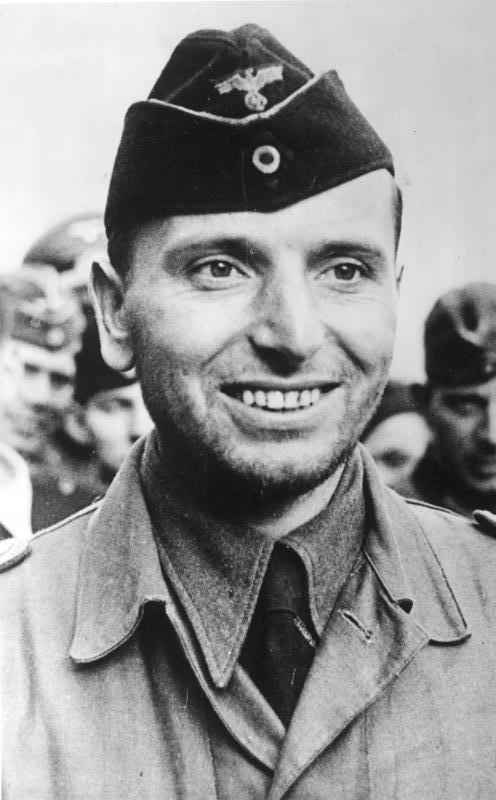
Kapitänleutnant Otto Kretschmer, November 1940

Auf seiner letzten Fahrt operierte U 99 zunächst mit U 47 (Günther Prien) am 7. März 1941 auf das Geleit OB-293. U 47 ging bei diesem Angriff aus ungeklärter Ursache verloren. U 99 konnte zwei große Schiffe versenken, bevor es abgedrängt wurde. Am 16. März sichtete U 110, unter Führung von Kapitänleutnant Fritz-Julius Lemp, südöstlich von Island den Geleitzug HX 112. U 37 (Nikolai Asmus Clausen), U 99 und U 100 (Joachim Schepke) schlossen auf und bildeten ein sog. „Wolfsrudel“, welches am späten Abend angriff. U 99 konnte als einziges Boot erfolgreich in den Konvoi eindringen und fünf Schiffe versenken sowie ein weiteres torpedieren. Dann waren alle Torpedos verschossen, und U 99 lief ab. Gegen 3:00 Uhr am 17. März stieß es, schon weitab vom Geleit, auf die Zerstörer Walker und Vanoc. Diese hatten nach langer Verfolgung gerade U 100 versenkt. U 99 tauchte weg, wodurch es von der Walker mittels ASDIC-Ortung erst bemerkt wurde. Nach mehreren Wasserbombenangriffen musste U 99 schwer beschädigt auftauchen. Weil die Schrauben blockiert waren, musste Kretschmer sein Boot aufgeben. Die Besatzung ging von Bord. Drei Männer, darunter der L. I. (Leitende Ingenieur) Schroeder, kamen ums Leben. Der Rest wurde vom Zerstörer HMS Walker aufgenommen und geriet in Kriegsgefangenschaft.
Kretschmer wurde zunächst nach England gebracht. Dort erhielt er die Nachricht über seine in Deutschland ausgesprochene Beförderung zum Korvettenkapitän. 1942 kam er nach Kanada in das Kriegsgefangenenlager Bowmanville und sollte eigentlich im August 1943 mit dem Unternehmen Kiebitz befreit werden. Im Dezember 1947 wurde er aus der Kriegsgefangenschaft entlassen.
Im August 1941 wurde das deutsche U 570 von der Royal Navy aufgebracht. Im September wurden der I. Wachoffizier, der II. Wachoffizier und der Leitende Ingenieur von U 570 im britischen Gefangenenlager Grizedale Hall inhaftiert. Zu dieser Zeit war auch Kretschmer Gefangener des Lagers. Den Insassen des Lagers war der „Fall U 570“ aus britischen Zeitungen bekannt und die drei Offiziere des Bootes wurden entgegen den Genfer Konventionen im Auftrag von Kretschmer und ohne Wissen der Wachmannschaft vor einen sogenannten „Ehrenrat“ aus Inhaftierten gestellt, der ermitteln sollte, inwieweit den drei Neuankömmlingen „Feigheit vor dem Feind“ vorgeworfen werden konnte. Siehe dazu den Artikel HMS Graph.

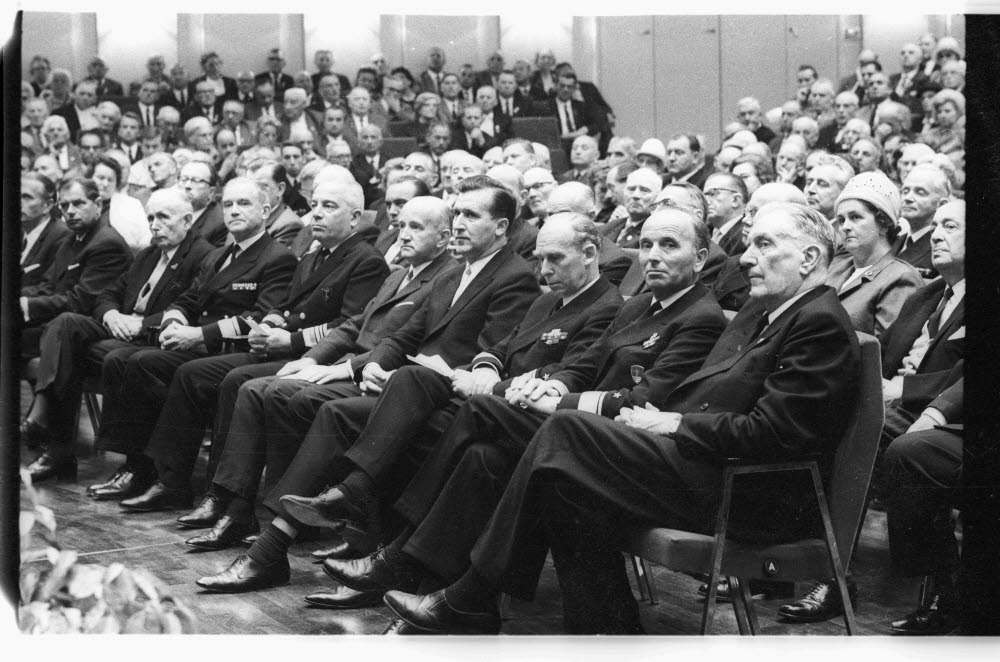
Otto Kretschmer (1. Reihe, 2. v.r.) als Flottillenadmiral 1966

Er studierte nach dem Krieg zunächst Rechtswissenschaft und betätigte sich als Dolmetscher. Außerdem war er Präsident des Deutschen Marinebundes. 1948 heiratete er Luise-Charlotte Mohnsen-Hinrichs geb. Bruns.
Bei der Aufstellung der Bundeswehr gehörte Kretschmer am 1. Dezember 1955 zu den ersten Soldaten, die in den aktiven Dienst der neuen Bundesmarine traten. Er nahm am 2. Offizierlehrgang in Sonthofen teil und wurde Prüfgruppenleiter der Annahmeorganisation in Bonn und Köln im Zeitraum Dezember 1955 bis Juli 1956. Am 27. Juni 1956 wurde er zum Berufssoldaten ernannt. Von Juli bis August 1956 besuchte er einen Lehrgang in Sonthofen und im August 1956 an der Marineschule Kiel-Holtenau. Von August 1956 bis Januar 1957 war er Referent IV/C im Bundesministerium der Verteidigung in Bonn. Vom 9. bis 15. Januar erhielt er eine G2-Einweisung (Militärisches Nachrichtenwesen) in Rengsdorf an der Schule G2/MAD, der späteren Schule für Nachrichtenwesen der Bundeswehr.
Von Januar bis Oktober 1957 war er als Fregattenkapitän Kommandeur des 1. Geleitgeschwaders in Wilhelmshaven und Cuxhaven. Im Oktober 1957 folgte eine Einweisung an der Marinewaffenschule in Kiel. Von Oktober 1957 bis Januar 1958 war er am Amphibious Training Command der US-amerikanischen Pazifikflotte in Coronado, San Diego, Kalifornien, und von Januar bis März 1958 besuchte er einen Lehrgang am Kommando der Schulen in Wilhelmshaven. Danach war er A1 (Personal) im Kommando der Zerstörer in Wilhelmshaven, A3 im Flottenkommando in Sengwarden und Dezernent im Kommando Marineausbildung in Kiel.
Am 1. November 1958 wurde Kretschmer erster Kommandeur des Kommandos der Amphibischen Streitkräfte, das er bis Januar 1962 führte. Von Januar 1962 bis September 1963 war er Referatsleiter II 3 im Führungsstab der Marine im Bundesministerium der Verteidigung in Bonn und nahm vom September 1963 bis Februar 1964 am 24. Lehrgang am NATO Defense College in Paris teil. Von März 1964 bis Mai 1965 war er Chef des Stabes des Befehlshabers der Seestreitkräfte der Nordsee. Anschließend war er von Juni 1965 bis September 1969 Chef des Stabes beim NATO-Befehlshaber der Seestreitkräfte Ostseezugänge. Ab Oktober 1969 war er Unterabteilungsleiter im Bundesnachrichtendienst und wurde mit Ablauf des September 1970 in den Ruhestand versetzt.
Danach arbeitete Kretschmer als militärischer Berater. 1973 war er in der britischen Fernsehserie Die Welt im Krieg als Zeitzeuge zu sehen. Am 2. August 1998 erlitt er während einer Flusskreuzfahrt auf der Donau bei Straubing durch einen Sturz von einer Personaltreppe schwere Kopfverletzungen, an deren Folgen er drei Tage später im Klinikum St. Elisabeth verstarb. Seine Asche wurde der Nordsee übergeben.

## Bewertung
Kretschmer versenkte insgesamt 47 Schiffe mit 272.282 BRT und beschädigte fünf Schiffe mit 37.965 BRT. Diese Zahl blieb trotz seiner frühen Gefangennahme bis zum Ende des Krieges unerreicht. Er gilt deshalb als der Tonnagekönig des Zweiten Weltkrieges. Kretschmer machte, im Gegensatz zu Joachim Schepke und Günther Prien, über seine Erfolge nie viel Aufhebens und trat auch in der Propaganda kaum in Erscheinung. Man nannte ihn deshalb „Otto den Schweigsamen“. Ein recht bekannter Satz charakterisiert die Kommandanten Kretschmer, Prien und Schepke wie folgt: Prien sei der berühmteste, Schepke der beim Volk beliebteste und Kretschmer der erfolgreichste aller U-Boot-Kommandanten gewesen.